# Z 18 Hans Lüdemann
Pour les articles homonymes, voir Lüdemann.
Le Z 18 Hans Lüdemann est l'un des six destroyers de la classe Type 1936 de la Kriegsmarine.
Le nom du navire est un hommage à Hans Heinrich Adolf Lüdemann, un aspirant ingénieur de la Marine, qui perdit la vie sur le torpilleur S 148 afin de sauver le bâtiment après un accident dans la salle des machines lors d'une manœuvre en mer du Nord.

## Histoire
Lors de ma mise en service le 8 octobre 1938, le navire est affecté à la 3. Zerstörer-Flottille sous le commandement du capitaine de corvette Herbert Friedrichs. Il rejoint ensuite en août 1939 la 5. Zerstörer-Division dirigée en mer du Nord par le capitaine de frégate Hans Hartmann avec les navires Diether von Roeder, Hermann Künne, Karl Galster. Du 28 au 30 septembre, il va avec les destroyers Wilhelm Heidkamp, Bernd von Arnim, Erich Giese, Diether von Roeder, Hermann Künne et Karl Galster mener la guerre de course à Skagerrak, durant laquelle 58 navires de commerces sont fouillées et neuf sont pris et envoyés vers Kiel.
Le 17 et 18 octobre 1939, le Hans Lüdemann participe à un dépôt de mines dans l'embouchure du Humber. Il a avec lui les Friedrich Eckoldt, Diether von Roeder, Hermann Künne, Karl Galster et Wilhelm Heidkamp. Le 12 et 13 novembre, il fait de même avec les Hermann Künne, Karl Galster et Wilhelm Heidkamp dans l'estuaire de la Tamise.
Pour l'opération Weserübung, en avril 1940, le Hans Lüdemann rejoint le Kriegsschiffsgruppe 1, dirigé par le Kommodore Friedrich Bonte. Il participe au débarquement à Narvik. Le 7 avril 1940, les destroyers quittent Bremerhaven. Le matin du 9 avril, les troupes débarquent à Narvik. Les destroyers doivent se charger du carburant puis rentrer. Comme une seule citerne est disponible, l'approvisionnement est reporté au lendemain. Dans la matinée du 10 avril, les navires allemands sont attaqués par cinq destroyers de la Royal Navy. Lors de la première bataille navale, le Hans Lüdemann est endommagé, deux autres destroyers du groupe coulent, le commodore Bonte meurt.
Le 13 avril, une force navale britannique sous le commandement du vice-amiral William Whitworth, composée du cuirassé HMS Warspite et de neuf destroyers, lance la deuxième bataille navale. Les huit destroyers allemands restants du groupe de Narvik sont perdus. Les Hans Lüdemann, Bernd von Arnim et Wolfgang Zenker se retirent après l'épuisement de leur carburant et de leurs munitions dans le fjord de Rombaksfjord (no). Les équipages se sabordent. Le Hans Lüdemann est attaqué par derrière par l'artillerie. De plus, le destroyer anglais HMS Hero le torpille aussi par l'arrière.